# 西班牙狂想曲
『西班牙狂想曲』（スペインきょうそうきょく、原題・英語: The Devil Is a Woman）は、1935年に製作・公開されたアメリカ合衆国の映画である。『スペイン狂想曲』という日本語タイトルも使用されている。

## 概要
ピエール・ルイスの小説『女と人形』の映画化であり、ジョセフ・フォン・スタンバーグが監督、マレーネ・ディートリヒが主演した。本作はスタンバーグ監督とディートリヒのコンビ最終作となった。
『女と人形』は1920年（ジェラルディン・ファーラー主演、日本語題『新カルメン』）、1959年（ジュリアン・デュヴィヴィエ監督、ブリジット・バルドー主演、日本語題『私の体に悪魔がいる』）、1977年（ルイス・ブニュエル監督、フェルナンド・レイとキャロル・ブーケ主演、日本語題『欲望のあいまいな対象』）に映画化されている。

## キャスト
- コンチャ・ペレス：マレーネ・ディートリヒ
- ドン・パスカル：ライオネル・アトウィル
- ドン・パキート：エドワード・エヴェレット・ホートン
- コンチャの母：アリソン・スキップワース
- アントニオ：シーザー・ロメロ

## スタッフ
- 監督/製作：ジョセフ・フォン・スタンバーグ
- 製作総指揮：エマヌエル・コーエン（ノンクレジット）
- 撮影：ジョセフ・フォン・スタンバーグ
- 音楽：ジョン・レイポルド（ノンクレジット）、ハインツ・レームヘルド（ノンクレジット）
- 編集：サム・ウィンストン（ノンクレジット）
- 美術：ハンス・ドライアー（ノンクレジット）
- マレーネ・ディートリヒの衣裳：トラヴィス・バントン